# Max Salpeter
Max Salpeter (* 16. April 1908 in London; † 1. Januar 2010) war ein britischer Geiger.
Der Sohn jüdischer Einwanderer aus dem österreich-ungarischen Galizien erhielt den ersten Violinunterricht erst im Alter von neun Jahren. Vierzehnjährig arbeitete er als Stummfilmmusiker, und sechzehnjährig leitete er das Orchester des Blue Electric Cinema in der Londoner Edgware Road. Von 1933 bis 1939 war er Erster Geiger des London Symphony Orchestra. Während des Zweiten Weltkrieges war er Mitglied des Royal Air Force Symphona Orchestra, und 1945 spielte er mit einem kleinen Ensemble bei der Potsdamer Konferenz für Churchill, Truman und Stalin.
1949 holte ihn Walter Legge als Konzertmeister zu seinem Philharmonia Orchestra; er teilte sich die Funktion mit Manoug Parikian: Parikian fungierte als Konzertmeister, wenn Otto Klemperer dirigierte, er selbst unter Wilhelm Furtwängler. 1956 verließ er das Philharmonia Orchestra und wandte sich verstärkt der Kammermusik zu. Er gründete das Prometheus Ensemble, das mit Solisten wie Herbert Downes, Stuart Knussen, Gareth Morris, Leon Goossens, Dennis Brain, Alan Civil, Jack Brymer und Ossian Ellis zusammenarbeitete, trat mit den Pianisten Peter Wallfisch, Cyril Preedy und Clifton Halliwell im Rundfunk auf und spielte, nachdem er Ende der 1940er Jahre das Aeolian Quartet geleitet hatte, in den Streichquartetten von Harry Blech und Samuel Kutcher.
Er leitete dann die London Mozart Players, das New London Orchestra, das Boyd Neel Orchestra und das Pro-Arte Orchestra, trat als Begleiter von Frank Sinatra, Louis Armstrong, Dean Martin, Lena Horne, Shirley Bassey und den Beatles auf und wirkte an Fernsehshows mit Tom Jones, Barbra Streisand und Morecambe and Wise mit.
Im Laufe seiner langen musikalischen Karriere trat Salpeter unter Dirigenten wie Wilhelm Furtwängler, Arturo Toscanini, Otto Klemperer, Herbert von Karajan, Guido Cantelli und Malcolm Sargent auf und arbeitete mit Solisten wie Artur Rubinstein und Sergei Rachmaninow, Emanuel Feuermann, David Oistrach und Jascha Heifetz zusammen. Er spielte Aufnahmen von sinfonischen Werken und Opern mit Joan Sutherland, Kiri Te Kanawa, Placido Domingo und Luciano Pavarotti ein und wirkte an den Soundtracks zu verschiedenen Filmen mit. 1986 beendete er nach 64 Jahren seine Laufbahn als aktiver Musiker.